# S.R. 819
«S.R. 819» es el noveno episodio de la sexta temporada de la serie de televisión de ciencia ficción The X-Files. Se estrenó en la cadena Fox el 17 de enero de 1999 en Estados Unidos. El episodio fue escrito por John Shiban y dirigido por Daniel Sackheim. El episodio ayuda a explorar la mitología general de la serie. «S.R. 819» obtuvo una calificación Nielsen de 9,1, siendo visto por 15,7 millones de personas en su transmisión inicial. El episodio recibió críticas mixtas a positivas de los críticos.
El programa se centra en los agentes especiales Fox Mulder (David Duchovny) y Dana Scully (Gillian Anderson) de la Oficina Federal de Investigaciones (FBI) que trabajan en casos relacionados con lo paranormal, llamados expedientes X. Mulder cree en lo paranormal, mientras que la escéptica Scully ha sido asignada para desacreditar su trabajo. En el episodio, Mulder y Scully tienen 24 horas para salvar al subdirector Skinner (Mitch Pileggi) de una enfermedad creada biológicamente. Para combatir la enfermedad, Scully busca una respuesta médica, mientras que Mulder busca a los culpables del atentado contra la vida de Skinner. Para ayudarlo en esta tarea, Mulder visita al senador Matheson, quien espera que pueda ayudarlo a encontrar al responsable antes de que se acabe el tiempo.
Antes de la escritura de «S.R. 819», los escritores de The X-Files sintieron que el personaje de Walter Skinner se estaba volviendo demasiado «prescindible». John Shiban, el escritor del episodio, decidió volver a trabajar con Skinner en la mitología de la serie creando el episodio a su alrededor. Mitch Pileggi tuvo que soportar largas sesiones de aplicación de maquillaje, un proceso que admitió que «odiaba». Los nanobots en la muestra de sangre fueron diseñados en una computadora y luego renderizados para el metraje final.

## Argumento
El episodio comienza con el asistente del director Walter Skinner (Mitch Pileggi) enfermo y terriblemente descolorido en el hospital. Sus venas son de un tono púrpura enfermizo y palpitan siniestramente. De repente, sufre un paro cardíaco y los médicos lo declaran muerto.
Veinticuatro horas antes, Skinner pierde un combate de boxeo después de experimentar un mareo. Lo dan de alta del hospital, pero Fox Mulder (David Duchovny) y Dana Scully (Gillian Anderson) son testigos de cómo crece un moretón en sus costillas. Después de rastrear las imágenes de seguridad de la entrada del edificio J. Edgar Hoover, Scully reconoce a un físico llamado Dr. Kenneth Orgel, que asesora a un subcomité del Senado sobre ética y nuevas tecnologías, y que detuvo a Skinner en el pasillo esa misma mañana. Mulder y Skinner viajan a la casa de Orgel, pero descubren que lo tienen como rehén. Mulder detiene a uno de los secuestradores, que no habla inglés. Lo sueltan porque tiene papeles que acreditan inmunidad diplomática.
Mulder verifica los antecedentes del secuestrador, lo que lo lleva al senador Richard Matheson (Raymond J. Barry); esto resulta en un callejón sin salida, sin embargo. Scully descubre la muestra de sangre de Skinner y, después de revisarla, descubre que la sangre de Skinner contiene algún tipo de nanotecnología de carbono multiplicadora. Mientras tanto, Skinner termina en el hospital luego de un tiroteo en el estacionamiento del FBI. Mulder y Scully se reúnen en el hospital, donde Mulder le dice a Scully que Skinner estaba investigando un proyecto de ley de financiación de la salud llamado S.R. 819. Mulder persigue a un hombre barbudo sospechoso, que envió un mensaje amenazante al teléfono de Skinner, pero escapa. Hablando con Scully, Skinner recuerda haber visto al hombre barbudo en el club de boxeo, el FBI y el hospital.
Mientras tanto, el senador Matheson llega a una antigua planta de energía donde se encuentra Orgel y sufre de la misma condición que aqueja a Skinner. Antes de que Matheson pueda liberarlo, Orgel muere cuando el hombre barbudo maximiza los efectos nanotecnológicos a través de un control remoto. Más tarde, Mulder también llega a la central eléctrica y se enfrenta a Matheson. En el hospital, Skinner sufre un paro cardíaco pero revive repentinamente cuando el hombre barbudo desactiva su control remoto.
Más tarde, Mulder y Scully informan a Skinner, quien ha recuperado la salud y afirma no reconocer al hombre barbudo. Skinner cierra el caso y ordena a los agentes que informen exclusivamente al subdirector Alvin Kersh. En la escena final, el hombre barbudo aparece en el auto de Skinner y se revela que era Alex Krycek (Nicholas Lea) disfrazado, un agente rebelde del FBI que anteriormente trabajó para el Sindicato y que continúa controlando la nanotecnología potencialmente debilitante en el cuerpo de Skinner.

## Producción

### Escritura
Al comienzo de la sexta temporada, los productores de The X-Files comenzaron a preocuparse de que Walter Skinner se estuviera volviendo «prescindible», ya que la transferencia de Mulder y Scully de la división de los expedientes X significaba que lo veían cada vez menos. Originalmente, John Shiban, el escritor del episodio, quería infectar a Mulder con nanobots. Sin embargo, decidió que dado que la audiencia sabía que no matarían a Mulder, esta trama no sería muy efectiva. Por lo tanto, Shiban decidió volver a introducir a Skinner en la mitología de la serie poniéndolo en el lugar de Mulder. Shiban, inspirado en la película negra D.O.A. (1950) y su nueva versión de 1988, a la que llamó en broma «[dos] películas bastante malas», decidió crear un episodio de The X-Files en torno al concepto de «un tipo que ha sido envenenado [y] tiene poco tiempo para vivir y tiene que usar ese tiempo para averiguar por qué y quién lo está asesinando».
Shiban comenzó a elaborar su historia incorporando una trama de nanobots que varios escritores habían considerado durante varias temporadas. Shiban y el resto de la sala de redacción estaban conscientes de su decisión de darle a Alex Krycek el control total sobre Skinner a través de la infección de nanobots, ya que hizo que Skinner se convirtiera una vez más en un personaje misterioso cuyas verdaderas lealtades podrían probarse. Shiban señaló que, «[el control de Krycek] le da a Skinner una agenda que Mulder no conoce [...] fue algo que finalmente usamos nuevamente en el cierre de temporada, y nos llevará al próximo año».

### Rodaje y efectos
Originalmente, el episodio estaba programado para presentar una escena de pelea que «consumía mucho tiempo» y enfrentaba a Skinner contra Krycek, pero la escena se cortó debido a limitaciones de tiempo y preocupaciones por excederse en el presupuesto. Sin embargo, el combate de boxeo de Skinner resultó mucho «más fácil [más] de organizar». Mitch Pileggi había boxeado competitivamente en la universidad y fue a «cursos de repaso» en el Goosen Gym en Los Ángeles para prepararse para el episodio. Más tarde comentó: «Me hace feliz que algunas personas asuman que había un doble de riesgo en el ring. ¡No lo había! [...] Ambos lo pasamos bastante bien». El gerente de ubicación, Ilt Jones, llamó a «S.R. 819» el «maldito episodio del estacionamiento» porque se le encargó personalmente encontrar la variedad de estacionamientos utilizados en el episodio. Más tarde bromeó: «Empecé a despertarme gritando sobre barreras, boletos de estacionamiento, entradas y rampas de salida».
Pileggi tuvo que soportar largas horas de aplicación de maquillaje, y para crear la ilusión principal de venas monstruosas, se pegaron largas venas falsas negras a su cuerpo. Pileggi había tenido poco o ningún maquillaje en episodios anteriores y luego dijo: «Hicieron un trabajo hermoso y [las venas] se veían increíbles, pero hombre, ¡lo odié! Realmente no sé cómo esos tipos en Star Trek o Babylon 5 puede soportar que le hagan eso todos los días. Simplemente no trabajaría si eso fuera necesario». Para mostrar el progreso de la infección de nanobots, el supervisor de maquillaje de efectos especiales, John Vulich, usó dos conjuntos de maquillaje diferentes: uno que representa la etapa inicial de la enfermedad y el otro que representa la etapa posterior. Los nanobots en la muestra de sangre fueron diseñados en una computadora y luego clonados con un programa de animación.

## Recepción
«S.R. 819» se emitió por primera vez en los Estados Unidos el 17 de enero de 1999. Este episodio obtuvo una calificación Nielsen de 9,1, lo que significa que aproximadamente el 9,1 por ciento de todos los hogares equipados con televisión sintonizaron el episodio. Fue visto por 15,7 millones de espectadores. Fox promocionó el episodio con el lema «Tiene 24 horas para resolver su propio asesinato... o morir». El episodio fue nominado a tres Premios Emmy de la Academia de Artes y Ciencias de la Televisión por Composición Musical Sobresaliente para una Serie. El episodio se incluyó más tarde en The X-Files Mythology, Volume 3 – Colonization, una colección de DVD que contiene episodios relacionados con los planes de los colonizadores extraterrestres para apoderarse de la tierra.
El episodio recibió críticas mixtas a positivas de los críticos. Tom Kessenich, en su libro Examinations: An Unauthorized Look at Seasons 6–9 of the X-Files escribió positivamente sobre el episodio y dijo, «“S.R. 819” restableció algunos maravillosos matices de conspiración y quizás sentó las bases para desarrollos más interesantes en el futuro. Tocó la base con las mismas raíces de las que surgió The X-Files y lo hizo de manera sólida». Emily VanDerWerff de The A.V. Club le dio al episodio una crítica moderadamente positiva y le otorgó una «B». Disfrutó de la trama, calificándola de «divertida», elogió el giro final y calificó los efectos de maquillaje de nanobots como «legítimamente aterradores». Sin embargo, escribió críticamente sobre el papel de Skinner en el episodio, y señaló que su falta de presencia hizo que la entrada fuera «decepcionante». Además, VanDerWerff criticó el hecho de que el avance muestra a Skinner muriendo; ella escribió que «hay muy poco combustible en la idea de que Skinner muera» y que la mayoría de los espectadores sabían que no moriría.
Paula Vitaris de Cinefantastique le dio al episodio una crítica mixta y le otorgó dos estrellas de cuatro. Vitaris citó graves problemas con el «viaje emocional de Skinner» como los principales detractores del episodio. Robert Shearman y Lars Pearson, por otro lado, otorgaron al episodio dos de cinco estrellas en su libro Wanting to Believe: A Critical Guide to The X-Files, Millennium & The Lone Gunmen. Los dos, a pesar de escribir positivamente sobre la sensación de «expediente X tradicional», llamaron al episodio «un regreso al tipo de historia turbia que promete mucho pero ofrece tan poco».